# 特索尔堡
特索尔堡，是西班牙加泰罗尼亚巴塞罗那省的一个市镇。总面积32平方公里，总人口2031人（2001年），人口密度63人/平方公里。